# Октябрьский (Перелюбский район)
Октябрьский — посёлок в Перелюбском районе Саратовской области. Административный центр Октябрьского сельского поселения.

## История
В 1961 году указом Президиума Верховного Совета РСФСР хутор Глухов переименован в посёлок Октябрьский.

## Население
| 2002 | 2010 |
| ---- | ---- |
| 855  | ↘656 |